# Wiegeturm

Schema eines Wiegeturms

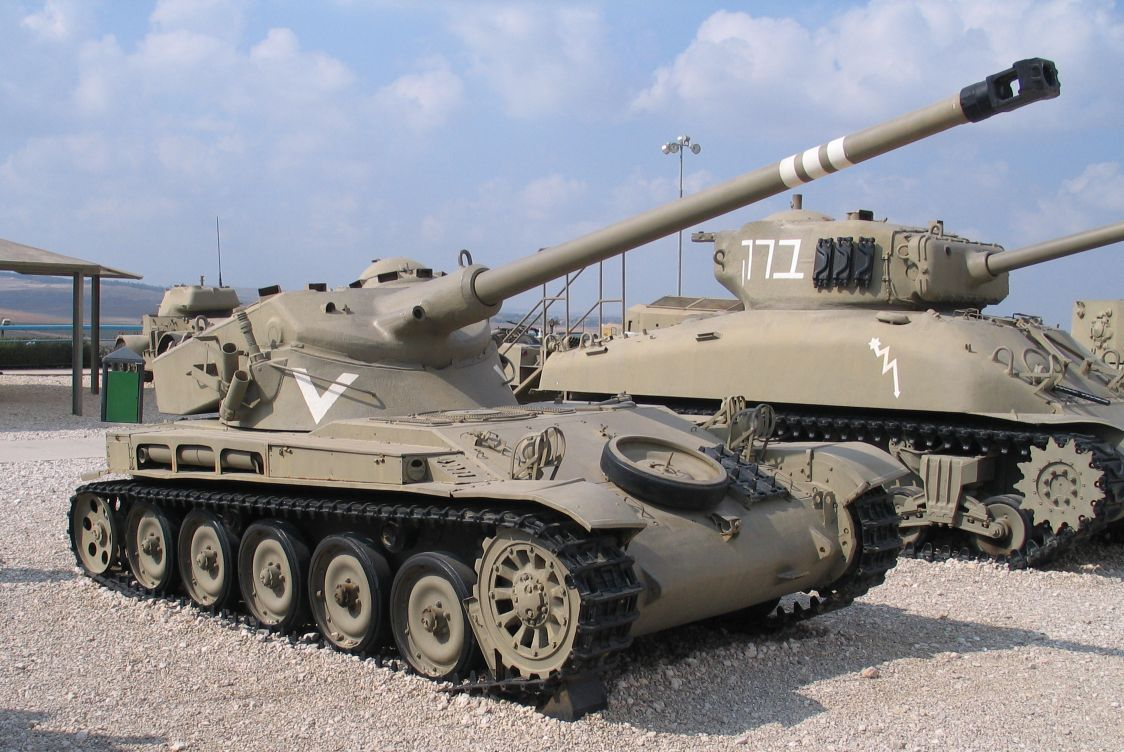
AMX-13 mit Wiegeturm, dahinter ein Sherman mit Turm in üblicher Bauweise

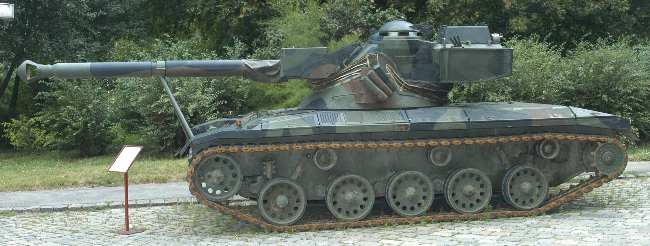
Österreichischer Jagdpanzer Kürassier

Unter einem Wiegeturm (auch: Wiegenturm) versteht man einen Geschützturm für einen Panzer, in den die Kanone starr eingebaut ist, und der dafür auch in der Neigung verstellt werden kann (anstelle der Kanone in normalen Drehtürmen). Dazu ist der Turm am Drehkranz auf zwei Lagerzapfen gestellt. Diese dienen zum Verändern des Höhenrichtbereichs.
Die starr eingebaute Kanone bewegt sich – außer beim Rückstoß – nicht gegen den Turm und ist in eine Rohrwiege gebettet. Der Vorteil besteht darin, dass höhere Schussgeschwindigkeiten erreicht werden können und der Einbau eines Selbstlademechanismus sowie einer Feuerleitanlage viel einfacher ist. 
Nachteilig wirkt sich jedoch aus, dass die Neigung des ganzen Turmes mehr Energie erfordert und der Neigungsverstellbereich deutlich geringer ausfällt als bei den meisten anderen Panzern. Da diese Nachteile bei Kampfpanzern die Vorteile überwiegen, hat sich der Wiegeturm bei ihnen nicht durchgesetzt. 
In Serie hergestellte Panzer mit Wiegeturm waren der französische Aufklärungspanzer EBR-75, der leichte französische Panzer AMX-13 und der auf diesem basierende österreichische Jagdpanzer Kürassier. Prototypen für Kampfpanzer, wie der französische AMX-50 und der auf dem M48 Patton basierende amerikanische T54E1, wurden nicht in Serie produziert.